# Saint-Ouen-de-Pontcheuil

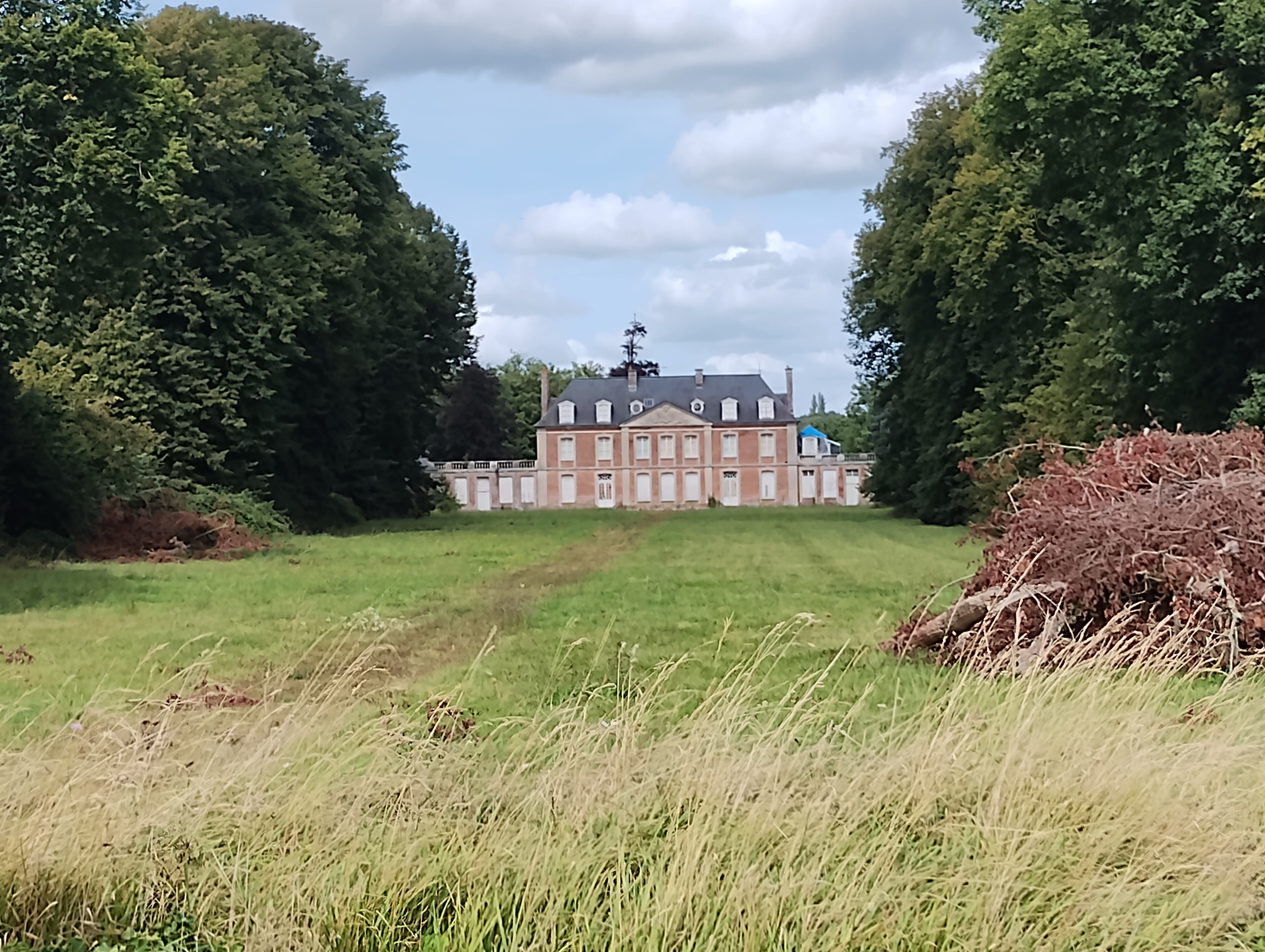
Saint-Ouen-de-Pontcheuil

Saint-Ouen-de-Pontcheuil ist eine französische Gemeinde mit 101 Einwohnern (Stand 1. Januar 2022) im Département Eure in der Region Normandie (vor 2016 Haute-Normandie). Die Gemeinde gehört zum Arrondissement Bernay und zum Kanton Grand Bourgtheroulde.

## Geografie
Saint-Germain-de-Pasquier liegt in Nordfrankreich etwa 35 Kilometer südsüdwestlich von Rouen. Im Norden des Gemeindegebietes verläuft das Flüsschen Oison. Umgeben wird Saint-Germain-de-Pasquier von den Nachbargemeinden Le Thuit de l’Oison im Nordwesten und Norden, Saint-Pierre-des-Fleurs im Nordosten, Le Bec-Thomas im Nordosten und Osten, Fouqueville im Osten und Süden sowie Amfreville-Saint-Amand im Südwesten und Westen.

## Bevölkerungsentwicklung
| Jahr                       | 1962 | 1968 | 1975 | 1982 | 1990 | 1999 | 2006 | 2019 |
| Einwohner                  | 52   | 53   | 57   | 89   | 108  | 100  | 98   | 99   |
| Quellen: Cassini und INSEE |      |      |      |      |      |      |      |      |

## Sehenswürdigkeiten
- Mühle am Oison